# Charlotte Alix
Thérèse Marie Charlotte Marchal, dite Charlotte Alix (née le 15 octobre 1897 à Nancy et morte le 7 mai 1987 à Paris 14e), est une décoratrice, peintre illustratrice française active au XXe siècle. Elle fait partie de l'Union des artistes modernes. Jeanne ou Jane Rosoy est le pseudonyme de Charlotte Alix. 

## Biographie
Charlotte Marchal étudie la peinture et signe ses œuvres Jeanne ou Jane Rosoy. Elle épouse Yves Alix le 4 avril 1919. Maurice Denis est son témoin de mariage. Elle collabore au journal Le Crapouillot entre 1920 et 1925 et expose en février 1925 à la galerie Berthe Weill. Elle est principalement active durant les années 1920 en tant que peintre. À partir de la fin des années 1920, elle reprend son nom, Charlotte Alix, et devient décoratrice. 
Entre 1925 et 1927, elle dessine pour la famille Rothschild des pièces, que des artisans du faubourg Saint-Antoine réalisent. Elle recherche des formes et des matériaux nouveaux. Elle expose régulièrement au Salon d'automne. Elle rencontre Louis Sognot, avec qui elle va collaborer jusqu'en 1933. En 1928, ils s'associent et fondent le Bureau international des arts français. Ils réalisent l'aménagement des laboratoires Roussel à Paris avec du mobilier en tubulure de métal et verre. Ils aménagement les bureaux du journal La Semaine à Paris, bâtiment conçu par Robert Mallet-Stevens et situé rue d'Assas. 
Contrairement au Deutscher Werkbund, qui veut rendre accessible le beau pour tous à travers une production industrielle, les artistes de l'UAM produisent plutôt des pièces uniques pour une riche clientèle. Toutefois, Charlotte Alix et Louis Sognot font éditer en 1929, pour les grands magasins Printemps, un salon de thé pour terrasse en Duralium.
Ils conçoivent l'aménagement du palais Manik Bagh de l'architecte Eckart Muthesius pour le maharajah d'Indore. Charlotte Alix et Louis Sognot adhèrent à l'Union des artistes modernes en 1930. Au Salon d'automne en 1932, ils proposent une salle à manger en matière plastique moulé. 

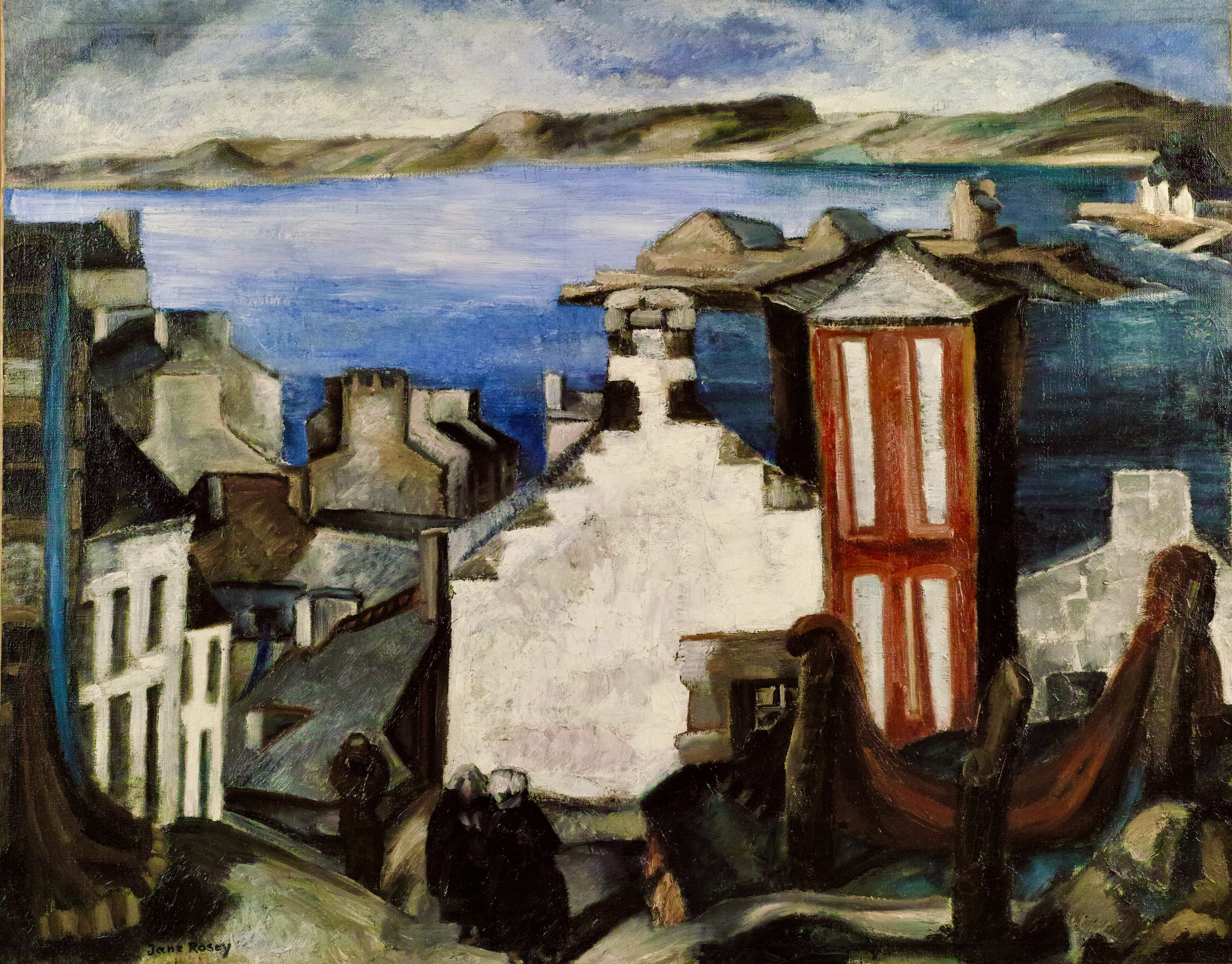
Jeanne (Jane) Rosoy pseudonyme de Charlotte Alix, Vue de Tréboul, 1923.

Ils travaillent également à l’aménagement de paquebots, dont le Normandie. De juin 1933 à 1935, Charlotte Alix travaille seule. Elle est sociétaire du Salon d’automne jusqu'en 1952. En 1946, elle s'initie aux techniques de la céramique à Sèvres.

## Ouvrages illustrés
- 1923 : Fernand Fleuret, Friperies, vignettes gravées sur bois par Raoul Dufy et coloriées à la main par Jeanne Rosoy et L. Petit-Barat, Paris, NRF
- 1926 : Valery Larbaud, Enfantines, tome I : Le Couperet et Rachel Frutiger, Paris, Gallimard
- 1927 : Jean Schlumberger, L'Amour, le Prince et la Vérité, dix eaux-fortes, Paris, Au Sans Pareil
- 1928 : Contes de Perrault, Édition du tricentenaire
- 1929 : Madame de La Fayette, La Princesse de Clèves, coll. « Les Chefs-d'œuvre illustrés », Éditions de la Pléiade, dir. Jacques Schiffrin
- 1930 : Alphonse Daudet, Port-Tarascon : dernières aventures de l'illustre Tartarin, Paris, Librairie de France
- 1929-1930 : Alphonse Daudet, Rose et Minette, mœurs du jour